# Petrineusaß

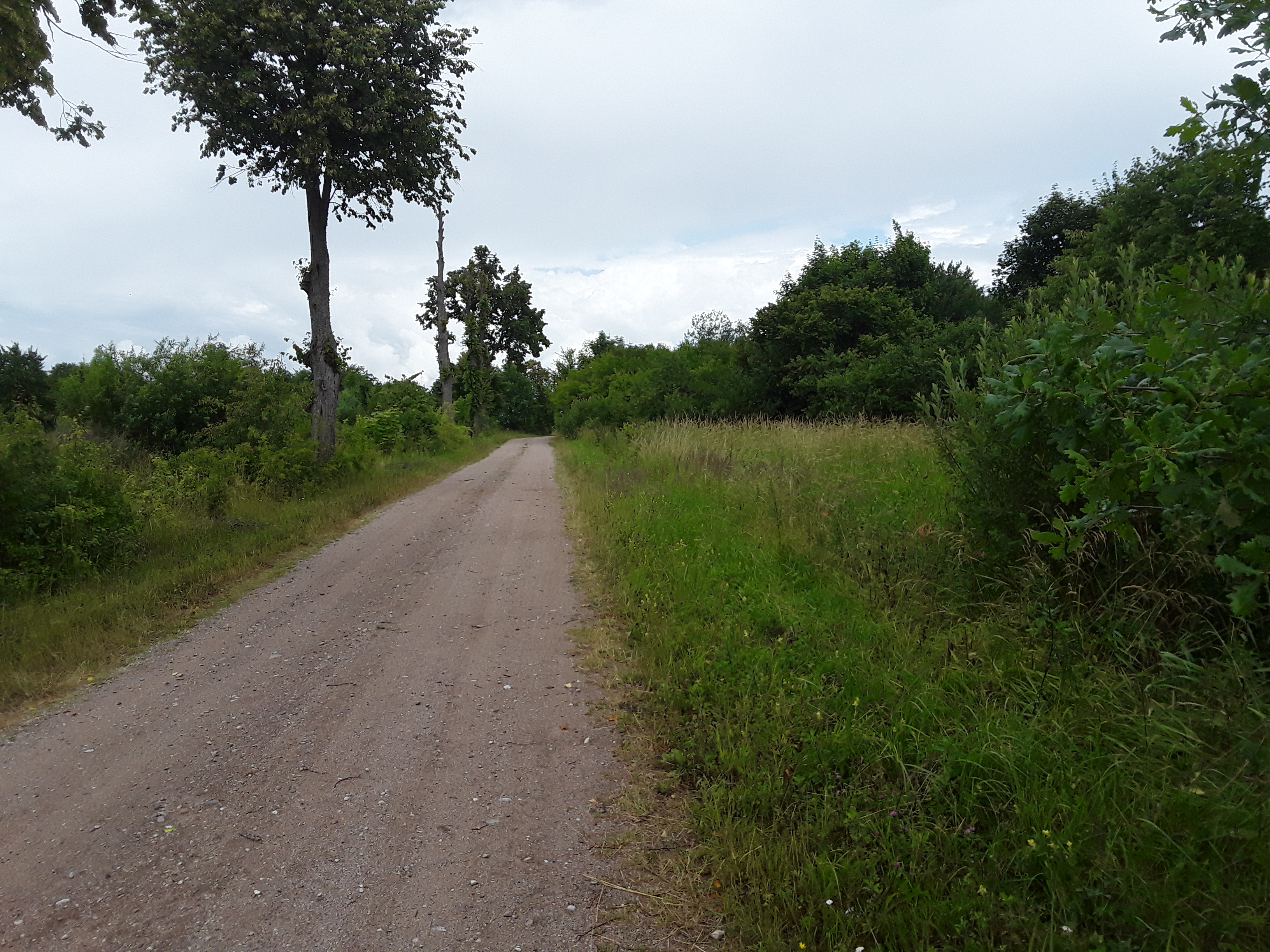
Ehemalige Dorfstraße der heutigen Wüstung Petrineusaß

Petrineusaß (seit 1947 russ. Luschki Лужки) ist eine Wüstung in der russischen Oblast Kaliningrad (Gebiet Königsberg) und war zuletzt administrativ dem Dorfsowjet Mosyrski selski Sowet (russ.: Мозырьский сельский Совет, deutsch: Klein Gnie) zugeordnet. Bis 1945 war der Ort Teil des Landkreises Gerdauen. Nach 1945 war der Ort Teil des Правдинский р-н (Prawdinski Rayon), vormals Friedland.

## Geographische Lage
Die nicht mehr existente Siedlung Petrineusaß liegt rund 20 Kilometer nordöstlich der früheren Kreisstadt Gerdauen (Schelesnodoroschny).
Petrineusaß war über eine Nebenstraße an die nunmehr russische Fernstraße R 508 im Streckenabschnitt zwischen Osjorsk (Darkehmen, 1938–1945 Angerapp) und Snamensk (Wehlau) angebunden. Diese Nebenstraße zweigt im Ortskern von Werschen (Werschiny) in östlicher Richtung ab. Über Kiehlendorf (Tichoje) erreicht man nach ca. 3 Kilometer die Gemarkung des früheren Petrineusaß. Die Nebenstraße endet drei Kilometer nördlich an der Verbindungsstraße Muldszen (Perevalovo) – Bokellen (Frunsenskoje).
Eine direkte Bahnanbindung bestand nicht. Genutzt wurde der rund sieben Kilometer entfernte Bahnhof Klein-Gnie (heute Mosyr) mit der dort verlaufende Bahnstrecke Toruń–Tschernjachowsk (Thorn–Insterburg).

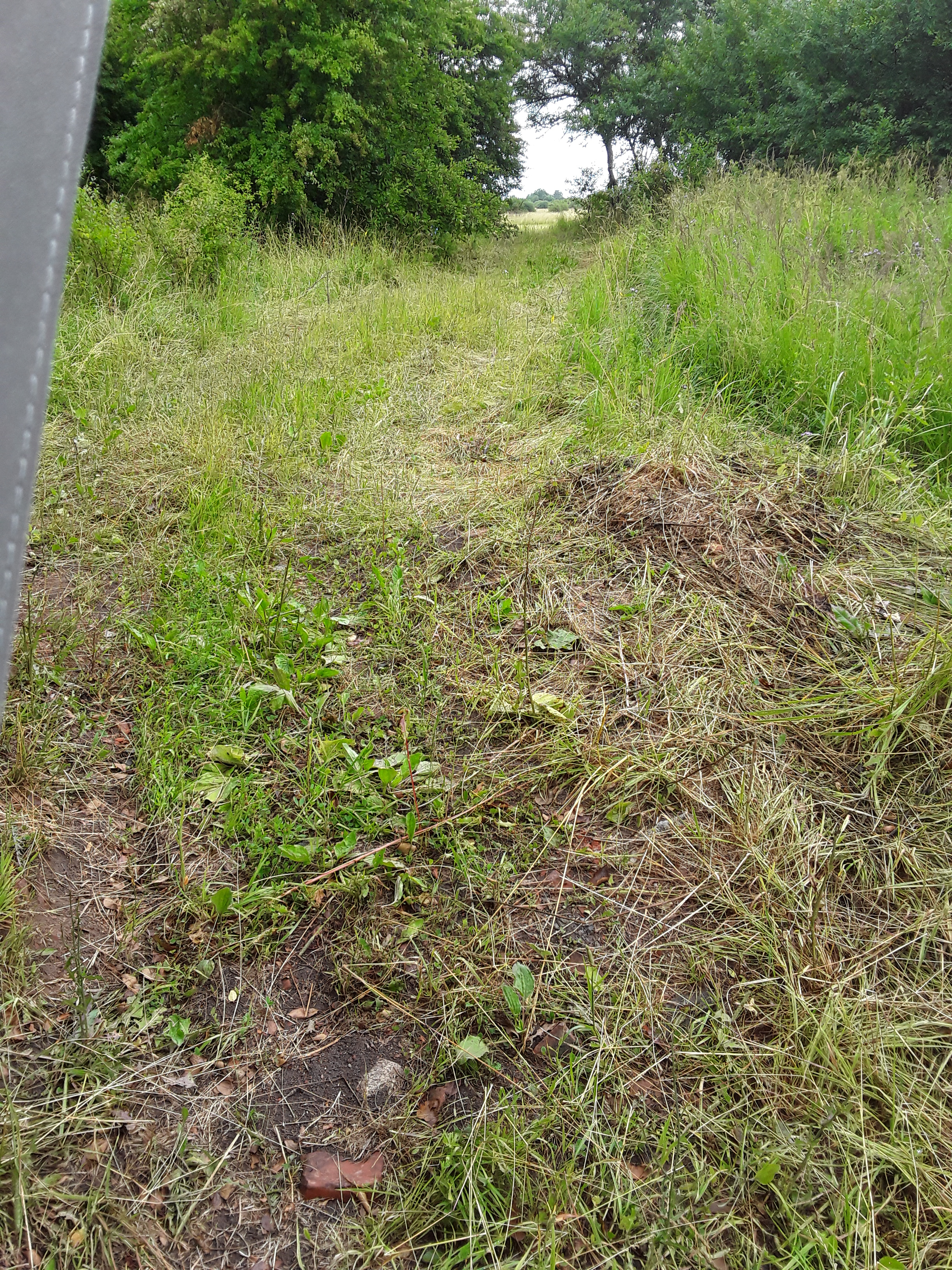
Wüstung Petrineusaß: Ehemalige Seitenstraße, im Vordergrund Steine ehemaliger Gebäude, im Hintergrund Obstbäume

## Geschichtliches
Belegt ist die Existenz des Ortes seit mindestens 1625 als Peterey Neuesas. Weitere Ortsbezeichnungen waren Peter Neusaß (um 1677), Petri-Neusaß (um 1727), Peterischken um 1785, Petrischken (vor 1820), Petri Neusaaß (nach 1820) sowie Petrieneusass (nach 1871). Obwohl der Ort bereits seit 1820 als Petrineusaß bezeichnet wurde, war der bis dahin benutzte Ortsname Petrischken noch bis Kriegsende 1945 bei der einheimischen Bevölkerung in Gebrauch. Die Einwohner bezeichneten sich selbst als Petrischker. Auch im Umland war der Name Petrischken noch gebräuchlich.
Im Jahre 1939 lebten 139 Einwohner im Ort.
Infolge des Zweiten Weltkrieges kamen das nördliche Ostpreußen und mit ihm das Dorf Petrineusaß 1945 zur Sowjetunion, und es wurde 1947 in „Luschki“ (Лужки) umbenannt.
Petrineusaß ist heute eine Wüstung. Sämtliche Gebäude wurden abgetragen. Wie in vielen Wüstungen geben auch hier noch die Baumbestände und vereinzelt noch existierende Dorfwege Hinweise auf die einstige Ausdehnung der Siedlung. Der Friedhof des Ortes befand sich gut einen Kilometer östlich vom Ortskern. Dieser ist jedoch gänzlich mit Dornenranken überzogen und nicht mehr zugänglich. Wenige Meter nordöstlich des Friedhofes befand sich ein weiteres Außengehöft (Abbau) des Ortes. Auch dieses ist heute nicht mehr existent. Zum Ort gehörte auch eine Windmühle. Diese befand sich am nordwestlichen Rand des Dorfes und existiert heute ebenfalls nicht mehr.
Zu welchem Zeitpunkt das Dorf aufgegeben wurde, ist nicht exakt nachvollziehbar. Im Vergleich zu anderen aufgegebenen Ortschaften in der Oblast Kaliningrad scheint aber Petrineusaß eine eher „späte“ Wüstung zu sein. So wurde die letzte Ortsbezeichnung Luschki erst 1997 aus dem amtlichen Ortsregister gestrichen und war noch im darauffolgenden Jahrzehnt in Gebietskarten verzeichnet, so dass das Dorf noch bis in die 1980er Jahre besiedelt gewesen sein könnte. Zu Beginn der 1990er war der Ort nachweislich bereits nicht mehr besiedelt.

## Kirche
Mit seiner mehrheitlich evangelischen Bevölkerung war Petrineusaß bis 1945 in das Kirchspiel Muldszen (1936–1938 Muldschen, 1938–1945 Mulden, seit 1947: Perewalowo) eingepfarrt. Es gehörte zum Kirchenkreis Gerdauen (seit 1946: Schelesnodoroschny) innerhalb der Kirchenprovinz Ostpreußen der Kirche der Altpreußischen Union.